# Doig River Indian Reserve 206
Doig River Indian Reserve 206 är ett reservat i Kanada.   Det ligger i provinsen British Columbia, i den centrala delen av landet, 3 300 km väster om huvudstaden Ottawa.
I omgivningarna runt Doig River Indian Reserve 206 växer i huvudsak blandskog. Trakten runt Doig River Indian Reserve 206 är nära nog obefolkad, med mindre än två invånare per kvadratkilometer.